# 石晓
石晓（1957年11月—），云南大理人。中国人民解放军中将。

## 生平
1976年2月，加入中国人民解放军陆军第十一军31师炮兵团指挥连。1991年6月至1997年4月，先后任中国人民解放军陆军第十四集团军31师炮兵团政委、93团政委、91团政委。1997年4月，任第14集团军31师政治部主任。1998年12月，任31师副政委。1999年12月，任31师政委。2004年8月，任第14集团军政治部主任。2008年12月，任中国人民解放军贵州省军区政委。2009年3月，任中共贵州省委常委、贵州省军区政委。2014年3月，任云南省军区政委。2014年5月，任中共云南省委常委、省军区政委。2014年12月，任兰州军区副政委。
2015年12月31日，进入新成立的中国人民解放军陆军首任领导班子，出任副政委。2016年5月，任北部战区副政委兼北部战区陆军政治委员。2018年2月24日，当选为第十三届全国人大代表。
2016年7月，晋升中国人民解放军中将军衔。